# Наибольший многоугольник единичного диаметра
Наибольший многоугольник единичного диаметра — многоугольник с n сторонами (для заданного числа n), диаметр которого равен единице (то есть любые две его точки находятся друг от друга на расстоянии, не превосходящем единицы), и имеющий наибольшую площадь среди других n-угольников диаметра единица. Решением (не уникальным) для n = 4 является квадрат, решением для нечётных n является правильный многоугольник, при этом для остальных чётных n правильный многоугольник наибольшим не будет.

## Четырёхугольники
Площадь произвольного четырёхугольника (n = 4) вычисляется по формуле S = pq sin(θ)/2, где p и q — диагонали четырёхугольника, а θ — угол между диагоналями. Если диаметр многоугольника не превосходит единицы, и p, и q должны не превосходить 1. Таким образом, четырёхугольник имеет максимальную площадь, когда все три множителя достигают максимального возможного значения, то есть p = q = 1 и sin(θ) = 1. Условие p = q означает, что четырёхугольник равнодиагонален, а условие sin(θ) = 1 означает, что он ортодиагонален (его диагонали перпендикулярны). Среди таких четырёхугольников находится квадрат с диагоналями единичной длины, имеющий площадь ½, однако имеется бесконечно много других четырёхугольников одновременно равнодиагональных и ортодиагональных с длинами диагоналей 1, все они имеют ту же самую площадь, что и квадрат. Таким образом, решение не единственно.

## Нечётное число сторон
Для нечётных значений n Карл Райнхардт показал, что правильный многоугольник имеет наибольшую площадь среди всех многоугольников единичного диаметра.

## Чётное число сторон

Наибольший многоугольник единичного диаметра с шестью сторонами (слева). Справа правильный многоугольник с тем же диаметром, но площадь его меньше.

В случае n = 6 оптимальный многоугольник единственнен, однако он не является правильным. Решение для этого случая было опубликовано в 1975 Рональдом Грэмом в ответ на вопрос, поставленный в 1956 году Ханфридом Ленцом. Решение представляет собой неправильный равнодиагональный пятиугольник с треугольником, прикреплённым к одной из его сторон, и расстояние от вершины этого треугольника до противолежащей вершины пятиугольника равно длине диагоналей пятиугольника. Площадь этой фигуры равна 0.674981…, и это число удовлетворяет уравнению:
4096 x10 +8192x9 − 3008x8 − 30848x7 + 21056x6 + 146496x5 − 221360x4 + 1232x3 + 144464x2 − 78488x + 11993 = 0.
Грэм высказал гипотезу, что в общем случае для чётных n решение строится аналогичным образом из правильных (n − 1)-угольников (с единичными диагоналями) с добавлением равнобедренного треугольника к одной из сторон, расстояние от вершины которого до противолежащей вершины (n − 1)-угольника равно единице. Для случая n = 8 это было проверено в 2002 году с помощью компьютера.
Доказательство Грэма оптимальности его шестиугольника и проверка на компьютере случая n = 8 использовали перебор вариантов всех возможных треклов с n вершинами и прямолинейными рёбрами.
Полное доказательство гипотезы Грэма для всех чётных значений n было дано в 2007 году.